# Robert Wilkie
Robert Leon Wilkie Jr. (* 2. srpna 1962, Frankfurt nad Mohanem) je americký právník a vládní úředník. V letech 2018–2021 zastával post ministra pro záležitosti veteránů ve vládě Donalda Trumpa. V minulosti rovněž působil na Ministerstvu obrany Spojených států ve vládě George W. Bushe.
Wilkie byl v době svého působení v Trumpově administrativě vyšetřován pro možné kriminální jednání v souvislosti s jeho snahou diskreditovat námořní veteránku Andreu Goldsteinovou, která zažila sexuální obtěžování. Šest významných veteránských organizací požadovalo Wilkieho odstoupení. Wilkie však zůstal ministrem do konce volebního období Trumpova kabinetu. V prosinci 2020 prezident Biden oznámil, že jako ministra pro záležitosti veteránů ve své vládě nominuje Denise McDonougha.